# Obert (geslacht)

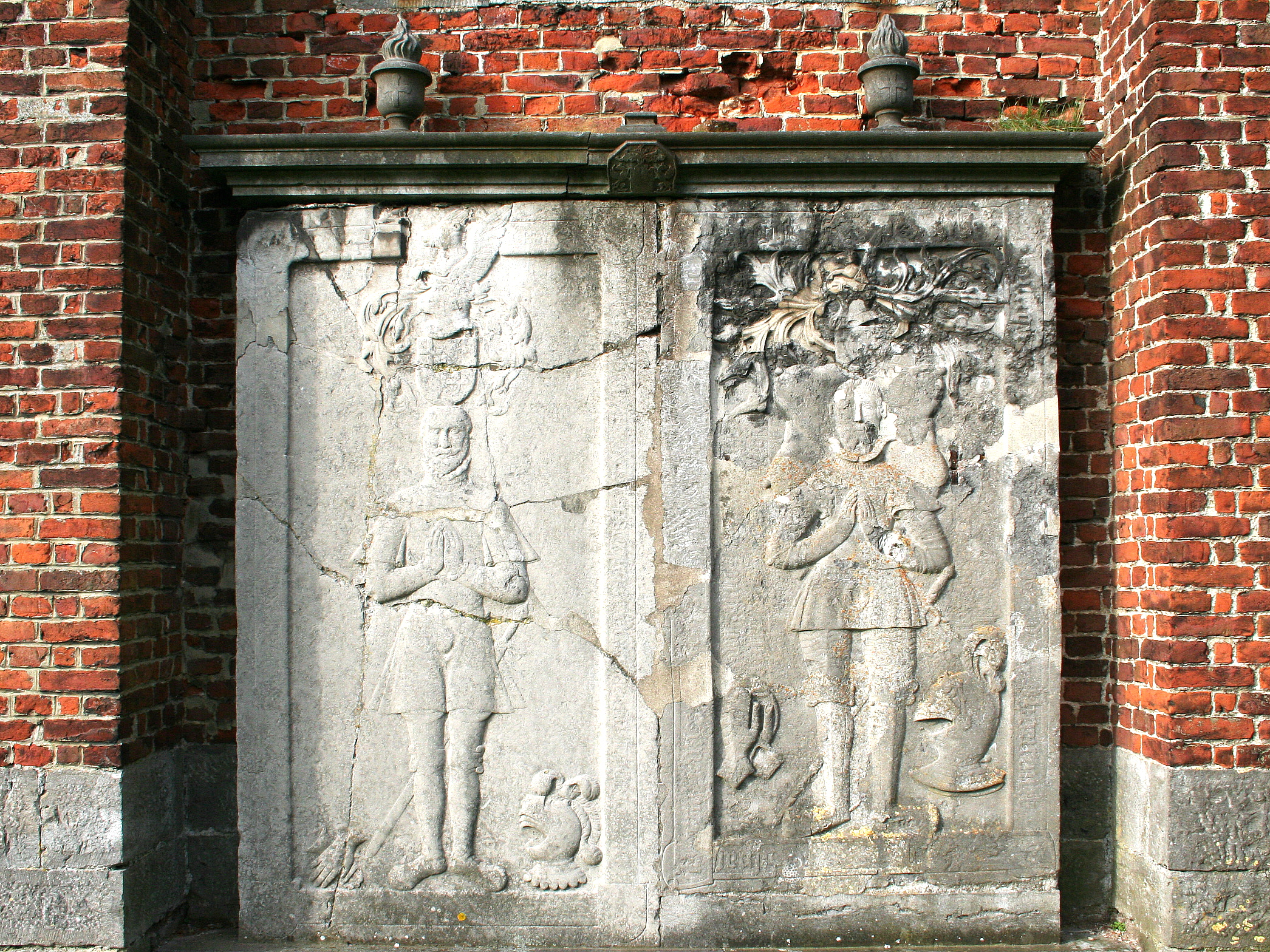
Gedenksteen voor de familie Obert de Thieusies in de buitenmuur van de Onze-Lieve-Vrouwekerk in Thoricourt

Obert is een adellijke familie uit de Zuidelijke Nederlanden, met twee opeenvolgende namen, Obert de Quévy en Obert de Thieusies.

## Geschiedenis
In 1585 werd in een uitspraak door de rechtbank in Artesië vastgesteld dat Walerand Obert tot de adelstand behoorde.
In 1636 werd de titel ridder toegekend door koning Filips IV van Spanje aan Louis Obert, zoon van Walerand.
In 1648 werd de titel ridder toegekend door koning Filips IV aan François Obert.
In 1675 verleende koning Lodewijk XIV van Frankrijk het ridderschap aan Charles Obert. In 1684 verleende Lodewijk XIV aan dezelfde Charles Obert de titel burggraaf, gevestigd op de heerlijkheid Chaumes.

## Zacharie Obert de Quévy
Zacharie Vincent Joseph Obert de Quévy (Bergen, 24 november 1746 - Thoricourt, 9 september 1820), zoon van Henri-Hyacinthe Obert, heer van Rosuelle, en Marie de Boudry, was heer van Petit-Quévy, Montreuil, Beauregard en Ailly, lid van de Tweede Stand in Henegouwen en lid van het Soeverein Hof in Bergen.
In maart 1816, ten tijde van het Verenigd Koninkrijk der Nederlanden, werd hij benoemd in de Ridderschap van Henegouwen en in november 1816 werd hij erkend in de erfelijke adel met de titel burggraaf, overdraagbaar bij eerstgeboorte.
Hij trouwde in 1774 in Opzullik met Isabelle de la Marlière (1744-1827). Naast twee dochters die adellijk trouwden en een zoon die de Franse burgerschap aannam en kinderloos bleef, kregen ze een zoon, Étienne.

## Étienne Obert de Thieusies
Étienne Eugène Joseph Ghislain Obert de Thieusies (Bergen, 3 augustus 1790 - Schaarbeek, 21 maart 1871), kamerheer van koning Willem I en auditeur bij de Raad van State, werd in april 1816 (nog eerder dan zijn vader dus) erkend in de erfelijke adel met benoeming in de Ridderschap van Henegouwen. In 1823 werd hij verheven tot burggraaf, overdraagbaar bij eerstgeboorte. Hij trouwde in 1811 in Bergen met Joséphine Marin de Thieusies (1789-1863). Hij was van 1835 tot 1868 eigenaar van de voormalige refuge van de abdij van Grimbergen in Brussel. Ze kregen vijf kinderen. 
- Camille Obert de Thieusies (1821-1884), trouwde in 1850 in Fresnes-sur-Escaut met Marie-Charlotte Delacoste (1829-1908), dochter van Adolphe Delacoste, Frans cavalerieofficier. Ze kregen twee zoons en twee dochters.
  - Aldegonde Obert de Thieusies (1853-1923), trouwde in 1871 in Zinnik met graaf Arthur de Hemricourt de Grunne (1840-1911), burgemeester van Rutten, provincieraadslid van Limburg en senator. Ze kregen een zoon en twee dochters, met afstammelingen tot heden.
  - Emmanuel Obert de Thieusies (1857-1936), burgemeester van Thieusies, trouwde in 1893 in Buenos Aires met Marie Pepin (1865-1936). Het huwelijk bleef kinderloos.
  - Amaury Obert de Thieusies (1858-1938), burgemeester van Thoricourt, trouwde in 1887 in Brussel met gravin Louise Christyn de Ribaucourt (1866-1952), burgemeester van Thoricourt, dochter van graaf Adolphe Christyn de Ribaucourt, burgemeester van Perk en senator. Ze kregen een zoon en een dochter.
    - Alain Obert de Thieusies (1888-1979), trouwde in 1927 in Parijs met Yolanda Romano Avezzana (1902-1985). Ze kregen drie zoons, met afstammelingen tot heden.
    - Élisabeth Obert de Thieusies (1892-1945), was tijdens de Tweede Wereldoorlog bij verzetsgroep Comète actief, maar overleed in het concentratiekamp Ravensbrück, trouwde in 1921 in Brussel met baron Louis de Jamblinne de Meux (1890-1963), zoon van baron Théophile de Jamblinne de Meux, conservator van het Koninklijk Legermuseum. Ze kregen twee zoons en een dochter, met afstammelingen tot heden.

  - Valentine Obart de Thieusies (1862-1912), trouwde in 1882 in Thieusies met graaf Roger de la Barre d'Erquelinnes (1854-1918), zoon van graaf Alfred de la Barre d'Erquelinnes, infanteriemajoor. Ze kregen twee zoons, waaronder graaf Henri de la Barre d'Erquelinnes, burgemeester van Jurbeke, senator en minister van Lanbouw, en twee dochters, met afstammelingen tot heden.